# Castle Rock (Wisconsin)
Castle Rock è un comune degli Stati Uniti, situato in Wisconsin, nella Contea di Grant.